# Kloster Weißenau
Das Kloster Weißenau (Patron: St. Petrus; historisch auch Abtei Minderau, lat. Abbatia Augia alba oder Augia Minor oder Augia parva) war ein reichsunmittelbares Chorherrenstift der Prämonstratenser, wenige Kilometer südlich der ehemaligen Freien Reichsstadt Ravensburg in Oberschwaben. Es bestand von 1145 bis zur Säkularisation 1802/1803. Heute gehört es zum Ravensburger Ortsteil Eschach.

## Geschichte

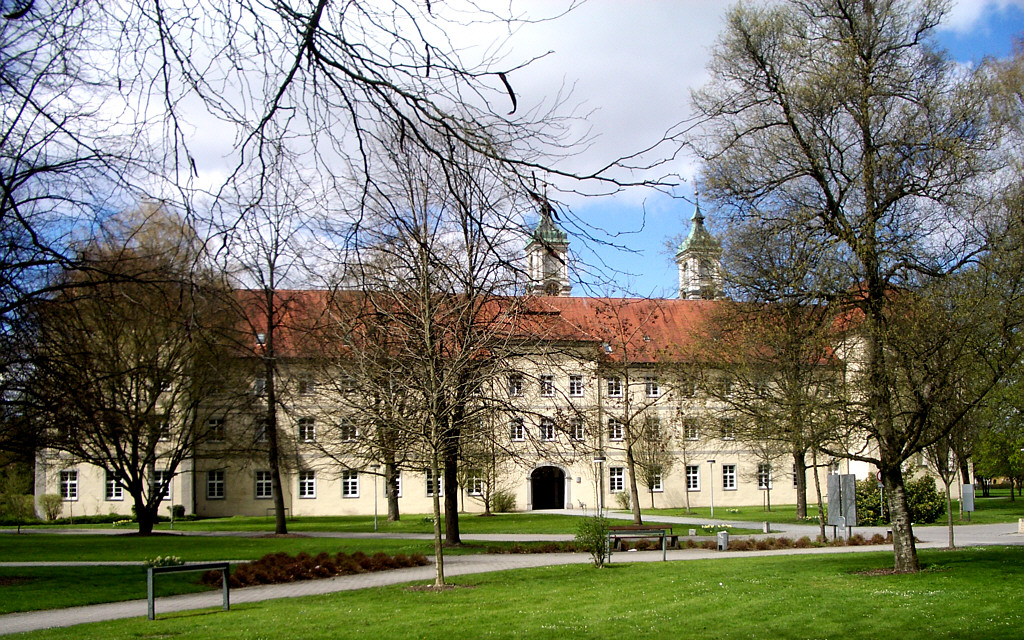
Konventsgebäude

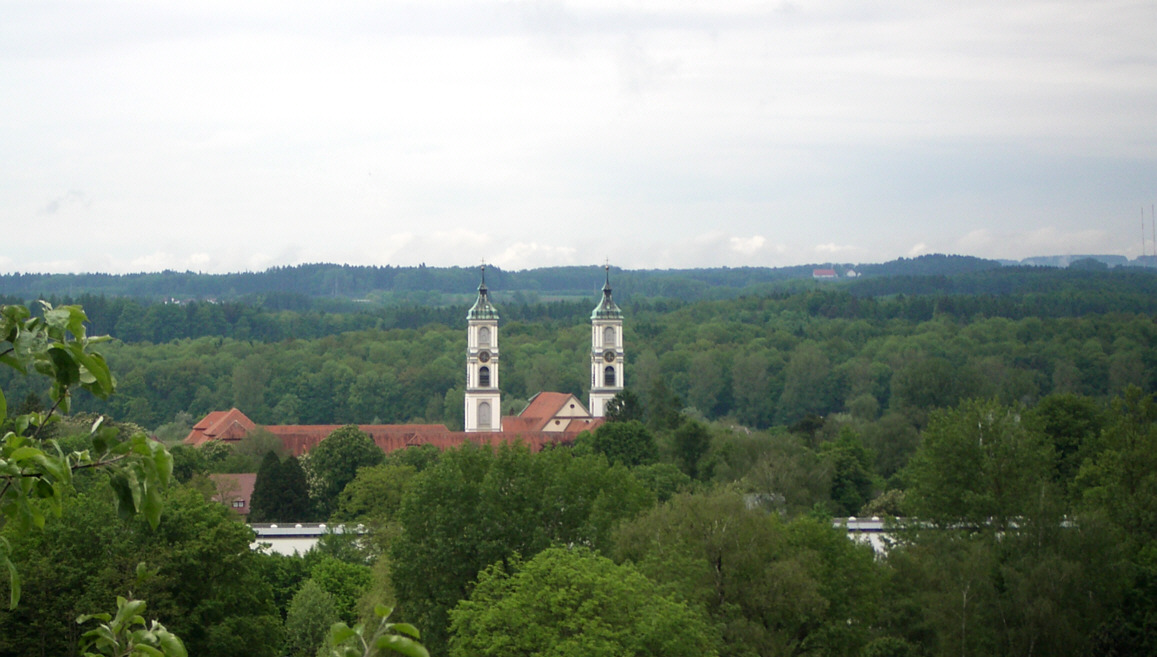
Klosteranlage im Landschaftsbild

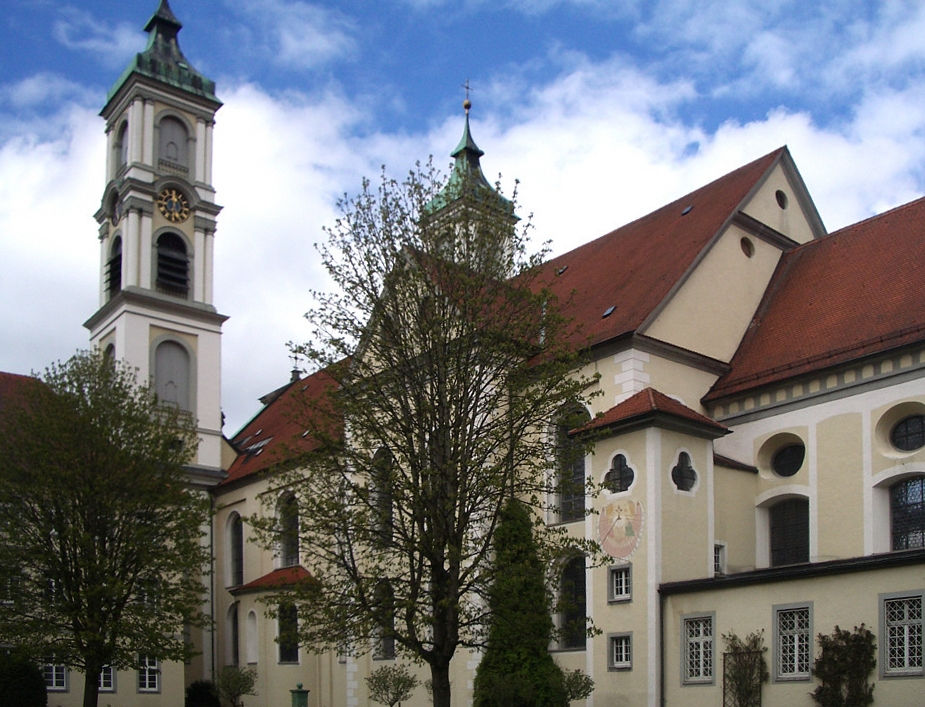
Blick von vorne

Gestiftet wurde Kloster Weißenau 1145 von Gebizo von Ravensburg, einem Ministerialen der Welfen, als Doppelkloster an jenem Ort, an welchem seit dem Jahr 990 bereits eine Einsiedelei bestand. Die Besiedlung unter Propst Hermann I. erfolgte mit Chorherren aus dem Kloster Rot an der Rot. Der Grundstein der ersten romanischen Klosterkirche wurde 1152 gelegt, die Errichtung von Kloster und Kirche erfolgte in den Jahren 1156–1172. Die vorläufige Weihe erfolgte schon 1163. Diese hochromanische Anlage hatte die Form einer dreischiffigen Basilika. Ebenfalls im Jahr 1163 wurde der Frauenkonvent nach Maisental verlegt, er ging nach 1350 unter.
1164 nahm Kaiser Friedrich I. Barbarossa das Kloster unter seinen Schutz, womit der Grund zur Reichsunmittelbarkeit gelegt wurde, zugleich gewährte er dem Konvent das Recht der freien Propstwahl.
Im Jahr 1183 entsandte Weißenau eine Kolonie Chorherren zur Gründung des Klosters Schussenried. Nachdem die Propstei Weißenau 1257 zur Abtei erhoben worden war, erhielt sie 1283 von König Rudolf von Habsburg eine Heiligblutreliquie geschenkt, wodurch sich die wirtschaftliche Lage verbesserte. Die Reliquie, der das Kloster auch eine Erwähnung im Lohengrin verdankt, wurde bis 1802 mit einem Blutritt geehrt und steht nach wie vor im Mittelpunkt des traditionellen Magdalenenfestes. Der Aufbewahrung von Reliquien könnte auch ein sizilianisches Elfenbeinkästchen aus Kloster Weißenau (13. Jahrhundert) gedient haben.
Die Hochgerichtsbarkeit übte seit dem Ende des 13. Jahrhunderts die habsburgische Landvogtei Schwaben aus. Erst 1760 erwarb die Reichsabtei, welche seit der Frühen Neuzeit dem Schwäbischen Reichsprälatenkollegium des Reichstags und dem Schwäbischen Reichskreis angehörte, die hohe Obrigkeit über das Kloster und das aus drei Dörfern bestehende Territorium.
In der ersten Hälfte des 14. Jahrhunderts erlitt Kloster Weißenau insbesondere unter König Ludwig IV. dem Bayern in den Jahren 1322–24, wohl im Zuge der Schlacht bei Mühldorf/Ampfing, schwere Verluste. Große Schäden verursachte im 16. Jahrhundert auch der Bauernkrieg (1525), im Schmalkaldischen Krieg (1546) sowie im und nach dem Dreißigjährigen Krieg (1618–1648) litt das Stift unter wirtschaftlichen Schwierigkeiten. Dennoch erfolgte von 1623 bis 1631 der Neubau des Kirchturms, des Chores und des Hochaltars der Abteikirche.
Anfang des 18. Jahrhunderts fiel die Entscheidung für einen barocken Neubau der gesamten Klosteranlage und der Kirche, der in den Jahren 1708–1724 erfolgte. In Auftrag gegeben von Reichsprälat Leopold Mauch und geplant vom Konstanzer Baumeister Franz Beer von Blaichten geschah der Bau der neuen Abteikirche in zeitgenössischem Stil, die 1724 fertiggestellt wurde. Die Stuckarbeiten fertigte 1710 Franz Schmuzer, die Deckengemälde der Kirche stammen von Jacob Carl Stauder und Josef Anton Hafner.
Wie auch das Kloster Schussenried fiel Weißenau bei der Säkularisation zunächst an das Haus der Reichsgrafen von Sternberg-Manderscheid, dessen Erben 1835 die Grundherrschaften Schussenried und Weißenau für eine Million Gulden an das württembergische Königshaus verkauften. Mit der Rheinbundakte kam das Gebiet aber schon 1806 zum Territorium des Königreichs Württemberg.
Die erhaltenen Klostergebäude liegen heute auf dem Gebiet des Wohnorts Weißenau und gehören somit zur Ortschaft Eschach der Stadt Ravensburg. Die Territorial- und Grundherrschaft des Klosters erstreckte sich in erster Linie auf einzelne Dörfer und Weiler der heutigen Ortschaft Eschach wie Oberhofen und Untereschach. Auch die Pfarreien St. Christina, deren Kirche nahe der ehemaligen Ravensburg (heute Veitsburg) steht, und Bodnegg gehörten zum Kloster Weißenau.

## Spätere Nutzung
Das ehemalige Konventgebäude wurde ab 1888/1892 zu einer Staatl. Irrenanstalt (Heilanstalt) umgebaut.
Während des sogenannten Dritten Reichs wurde die staatliche Anstalt zu Württembergs Zwischenanstalt für Patienten und Heimbewohner aus Göppingen, Rottenmünster und Winnental. Als Zwischenanstalt diente sie der Verschleierung des Todesorts und Todeszeitpunkts, das Personal der anliefernden Heil- und Pflegeanstalten durfte ihre Patienten nur bis hierhin begleiten.
Von Weißenau wurden im Rahmen der „Aktion T4“ im Jahr 1940 insgesamt 691 Frauen, Männer, Jugendliche und Kinder durch die sogenannten Grauen Busse der Gemeinnützigen Krankentransport GmbH (Gekrat) zur Ermordung in die Tötungsanstalt Schloss Grafeneck deportiert und dort vergast.
Der systematische und arbeitsteilige Massenmord von Anstaltspatienten in den Zeiten des Nationalsozialismus wird von der historischen Forschung dem Komplex der sogenannten NS-Euthanasie-Verbrechen zugeordnet. Die Opfer waren hierbei hauptsächlich Menschen mit körperlichen, geistigen und seelischen Behinderungen oder psychiatrischen Krankheiten.
Während dieser Zeit wurden allerdings auch Insassen aus politischen Gründen eingewiesen, darunter Theodor Roller.
Dort, in einigen weiteren ehemaligen Klostergebäuden und in umliegenden Neubauten ist seit 1953 das Psychiatrische Landeskrankenhaus, heute das Zentrum für Psychiatrie Weißenau (Anstalt öffentlichen Rechts unter Gewährträgerschaft des Landes Baden-Württemberg) untergebracht.
Im nahen Rahlenhof, der ehemaligen Sommerresidenz der Weißenauer Äbte, wurde bis vor einigen Jahren eine zugehörige Fachklinik für abhängigkeitskranke Männer, später für Jugendliche betrieben. Heute wird er vom Berufsbildungswerk Adolf Aich der Stiftung Liebenau benutzt, das dort eine Außenwohngruppe betreibt.
Um das kulturelle Klostererbe, zumindest in musikalischer Hinsicht, kümmert sich beispielsweise der Kulturkreis Eschach e. V. – indem er sowohl in der Klosterkirche als auch im Festsaal Konzerte veranstaltet. Beide Orte besitzen hierfür eine außergewöhnlich ausgewogene Akustik.
Der reich stuckierte Festsaal im Konventgebäude des ehemaligen Klosters Weißenau, heute im Zentrum für Psychiatrie (ZfP), wird als Konzertsaal mit 300 Plätzen für Konzerte und andere Veranstaltungen unterschiedlichster Art genutzt.
Eine im 19. Jahrhundert zunächst im Kloster eingerichtete Bleich- und Appreturfabrik bestand bis 2006 in weitläufigen Industriegebäuden in unmittelbarer Nähe des Klosters. 2006 wurde der Produktionsbetrieb eingestellt, Teile der Verwaltung sind weiterhin in Weißenau ansässig.

## Münster Weißenau (ehemalige Klosterkirche)

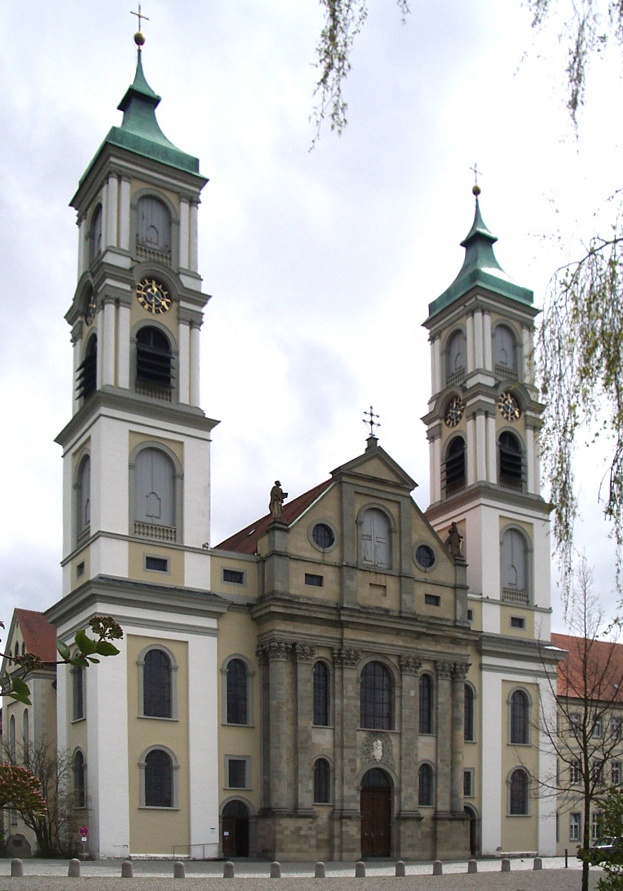
Klosterkirche St. Peter und Paul

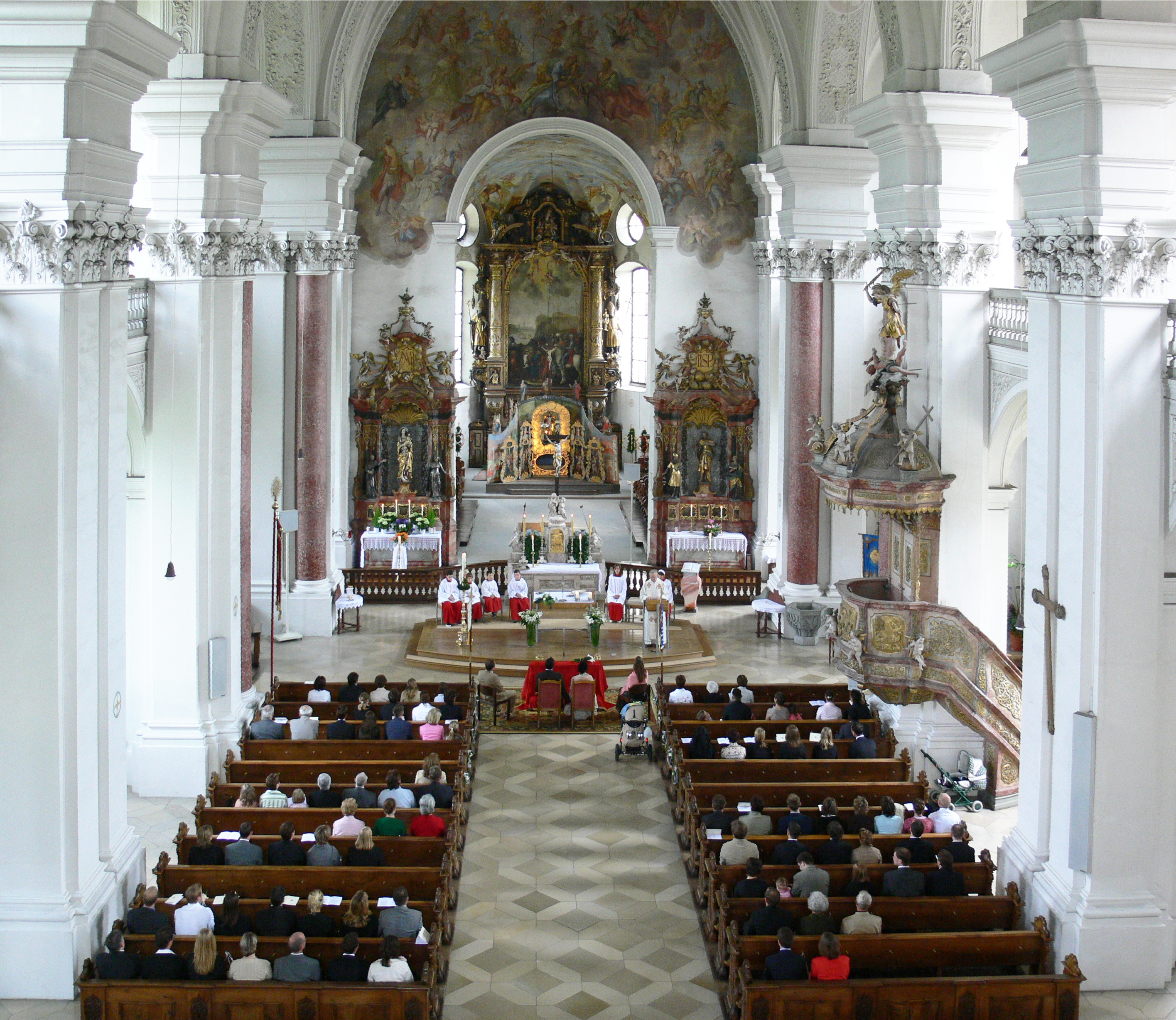
Blick von der Empore nach Osten

Das barocke Münster Weißenau, auch Münsterkirche St. Peter und Paul, war die Klosterkirche der ehemaligen Prämonstratenserabtei Weißenau. Sie wird heute als Pfarrkirche der römisch-katholischen Kirchengemeinde von Weißenau genutzt, ist aber weiterhin für die gesamte Region ein bedeutender Ort der Begegnung und des Miteinanders. Dessen Bedeutung und Kirchengeschichte wurde vom Rottenburger Bischof Gebhard Fürst am 22. Oktober 2023 durch die Erhebung der heutigen Kirche nach 300 Jahren zum bischöflichen Münster gewürdigt.
Die Vergangenheit als ehemalige Klosterkirche des nach Weingarten einst mächtigsten und kulturell bedeutendsten Reichsklosters im südlichen Oberschwaben, ist dem Münster allein durch seine beeindruckende Innenausstattung noch heute anzusehen – unter anderem durch seine opulente Ausmalung, den bereits 1631 geschaffenen Hochaltar, das wertvolle barocke Chorgestühl von 1635, vor allem aber anhand der berühmten Heiligblut-Reliquie. Die Münsterkirche ist daher eine der Sehenswürdigkeiten an der Oberschwäbischen Barockstraße.
Die Kirche steht auf den Fundamenten der Mitte des 12. Jahrhunderts errichteten Basilika St. Peter in der Au. Die romanische, dreischiffige Basilika besaß einen mächtigen Ostturm und sechs Altäre. Ihr Grundstein wurde 1152 gelegt, 1163 wurde sie vorläufig geweiht. Die offizielle Kirchweihe fand nach der Fertigstellung der Kirche am 12. September 1172 statt. In den Jahren 1459 bis 1500 wurde der ursprüngliche Altarraum gotisiert. 1717 musste die Basilika dem Bau der heutigen barocken Kirche weichen.
1665 wurden Reliquien des Märtyrers Saturninus von Toulouse in die Klosterkirche übertragen und in einem Seitenaltar beigesetzt. So wurde Saturninus zum Patron des Ortes Weißenau.
Die Orgel der Klosterkirche wurde 1787 von Johann Nepomuk Holzhey erbaut. Das denkmalgeschützte Instrument wurde zuletzt 1989 von der Orgelbaufirma Sandtner (Dillingen/Donau) umfassend restauriert. Die spätbarocke Orgel hat 41 Register auf drei Manualen und Pedal. Sie hat folgende Disposition:
| I Hauptwerk C–f3  |     |
| Praestant         | 16′ |
| Principal         | 08′ |
| Copel             | 08′ |
| Quintadena        | 08′ |
| Gamba             | 08′ |
| Viola             | 08′ |
| Octav             | 04′ |
| Flöten            | 04′ |
| Nazard II         | 02′ |
| Superoctav        | 02′ |
| Sexqualter III–IV | 03′ |
| Cornet III        | 03′ |
| Mixtur VI         | 02′ |
| Trompet           | 08′ |
| Claron            | 04′ |

| II Positiv C–f3 |             |
| Principal       | 8′          |
| Rohrflöten      | 8′          |
| Salicional      | 8′          |
| Undamaris       | 8′          |
| Flautravers     | 8′          |
| Octav           | 4′          |
| Holflöten       | 4′          |
| Fugari          | 4′          |
| Quint           | 3′          |
| Hörnle II       | 2′ + 1 3⁄5′ |
| Cimbal V        | 2′          |
| Fagott (B)      | 8′          |
| Hautbois (D)    | 8′          |

| III Echo C–f3    |    |
| Nachthorn        | 8′ |
| Dulciana         | 8′ |
| Spizflöten       | 4′ |
| Flageolet        | 2′ |
| Cornet Resit IV  | 4′ |
| Vox humana (B,D) | 8′ |
| Cromorn (B)      | 8′ |
| Schalmei (D)     | 8′ |
| Tremulant (D)    |    |

| Pedal C–a0   |     |
| Subbaß       | 16′ |
| Oktavbaß     | 08′ |
| Violonbaß    | 08′ |
| Cornetbaß IV | 04′ |
| Bompard      | 16′ |
| Trompet      | 08′ |
| Claron       | 04′ |

- Koppeln: Positiv-Cupl (II–I), Echo-Cupl (III–I), Tuttibaß (I–Pedal).
- Anmerkungen:

1. ↑  Schwebung.
2. 1 2 3 4  ab g0.
3. ↑  bis fis0.
4. ↑  C–fis0/g0–f3.

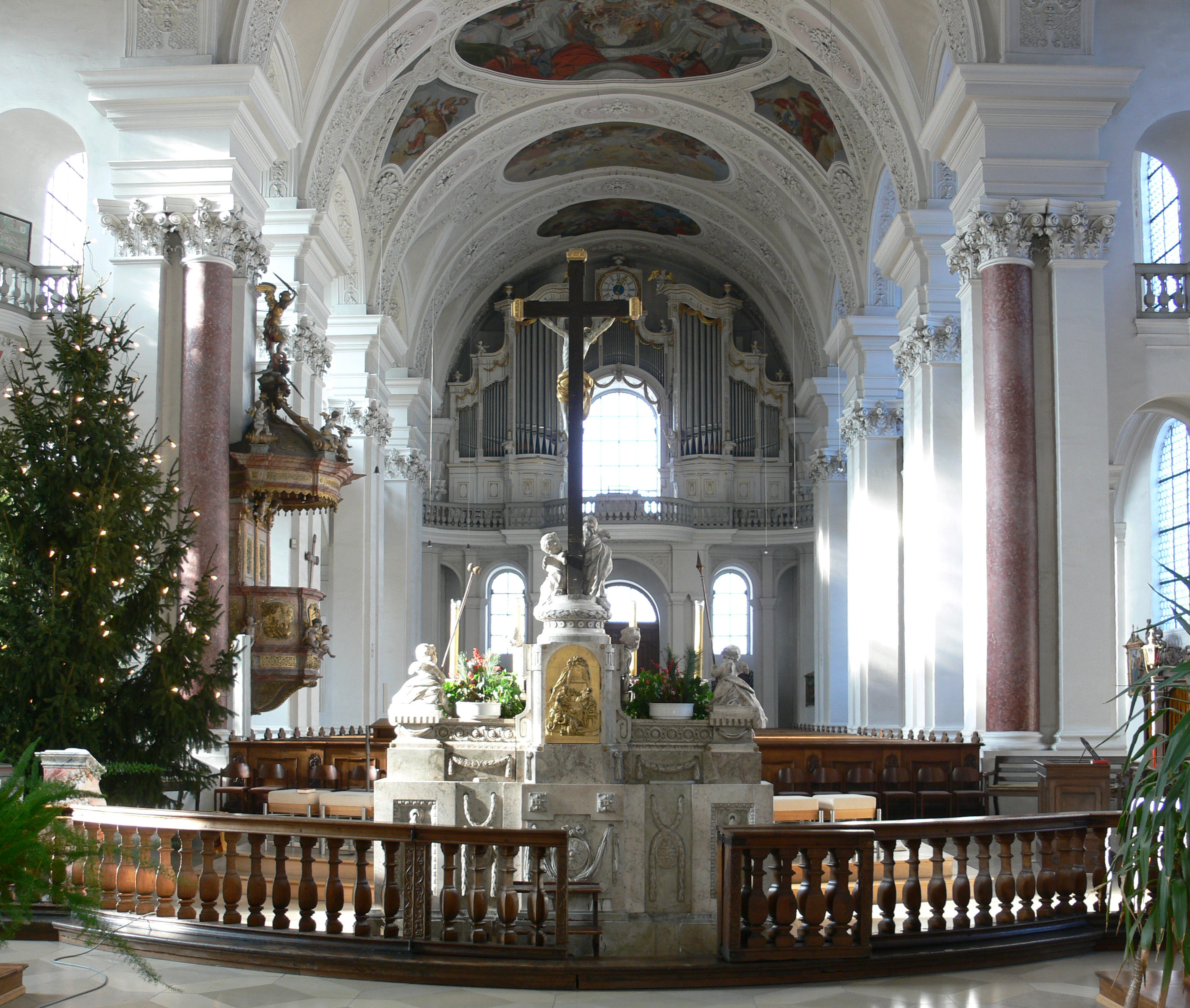
Innenansicht, Blick aus dem Chor gegen Westen
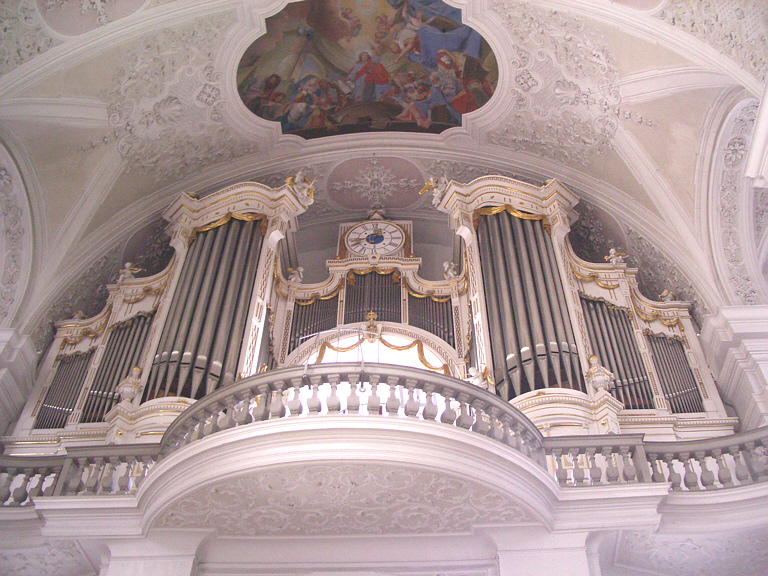
Holzhey-Orgel der Klosterkirche Weißenau
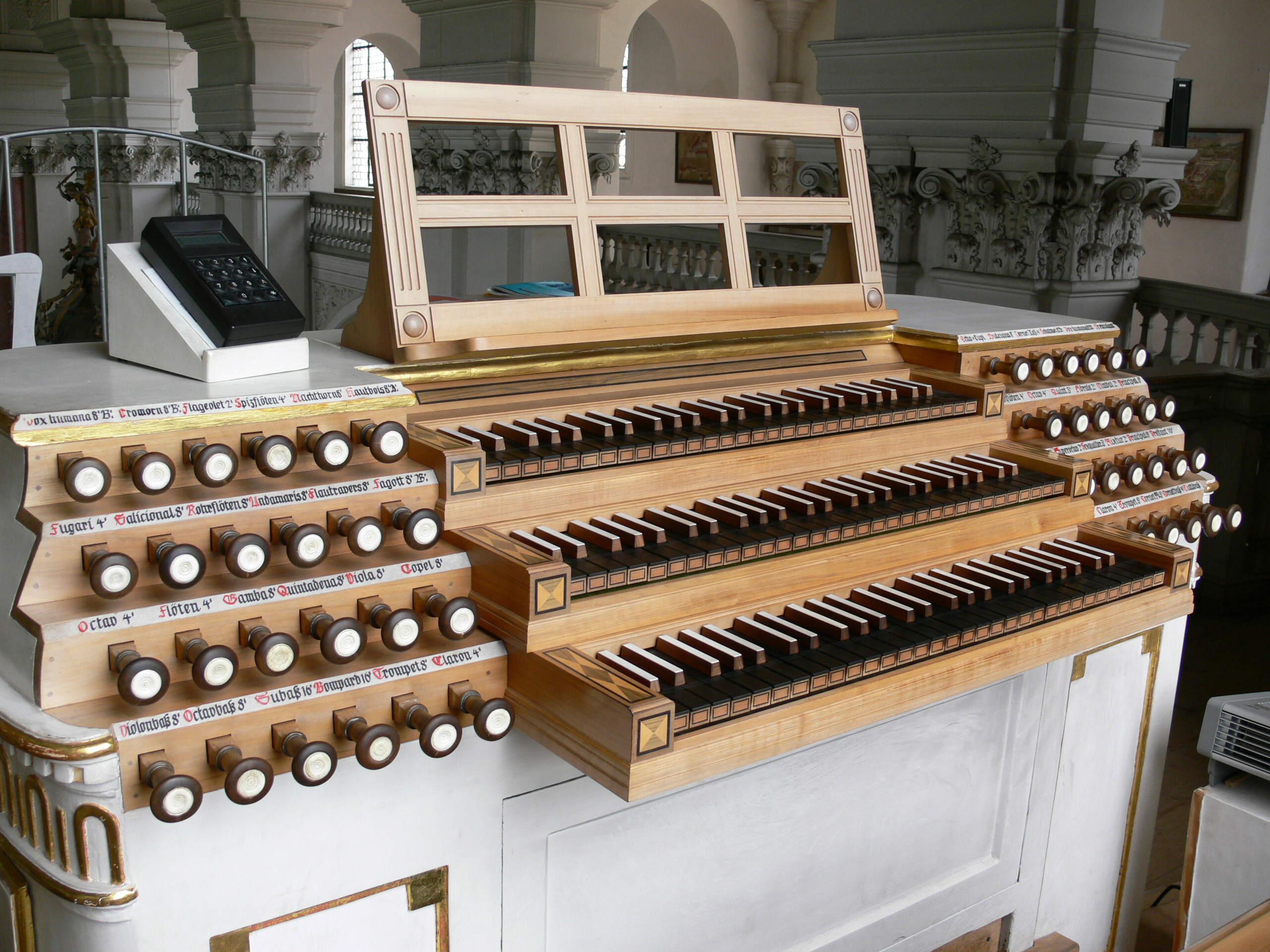
Spieltisch der Orgel in Weißenau